# یان هوخشاید
یان هوخشاید (انگلیسی: Jan Hochscheidt؛ زادهٔ ۴ اکتبر ۱۹۸۷) بازیکن فوتبال اهل آلمان است.
از باشگاه‌هایی که در آن بازی کرده‌است می‌توان به باشگاه فوتبال ارتسگبیرگ آئو، باشگاه فوتبال انرژی کوتبوس، و باشگاه فوتبال آینتراخت برانشوایگ اشاره کرد.